# Xumli-Olik
Xumli-Olik (en rus: Шумли-Олик) és un poble de la república del Daguestan, a Rússia. Segons el cens del 2010 tenia 799 habitants.